# 21554 Leechaohsi
21554 Leechaohsi este un asteroid din centura principală de asteroizi.

## Descriere
21554 Leechaohsi este un asteroid din centura principală de asteroizi. A fost descoperit pe 24 august 1998 la Socorro, New Mexico, în cadrul proiectului LINEAR. Asteroidul prezintă o orbită caracterizată de o semiaxă mare de 3,13 ua, o excentricitate de 0,21 și o înclinație de 15,6° în raport cu ecliptica.